# Chiesa della Madonna del Carmine (Guardistallo)
La chiesa della Madonna del Carmine si trova a Guardistallo, comune italiano della provincia di Pisa in Toscana. Detta "della Compagnia" perché appartenente alla Confraternita di Maria Santissima del Carmine, fu eretta alla fine del Settecento: l'altare porta la data del 1770.

## Storia e descrizione
Inizialmente modesto oratorio a forma di edicola, fu ampliata alla fine dell'Ottocento e le fu data la forma che attualmente conserva, con quattro archi in muratura che dividono le tre navate. Sulla parete di fondo due busti in terracotta raffigurano San Sebastiano con la freccia al petto e San Rocco con la conchiglia. Forte è la devozione di Guardistallo per la Madonna del Carmine: una statua in cartone romano del XIX secolo è custodita nella chiesa parrocchiale.

## Altre immagini

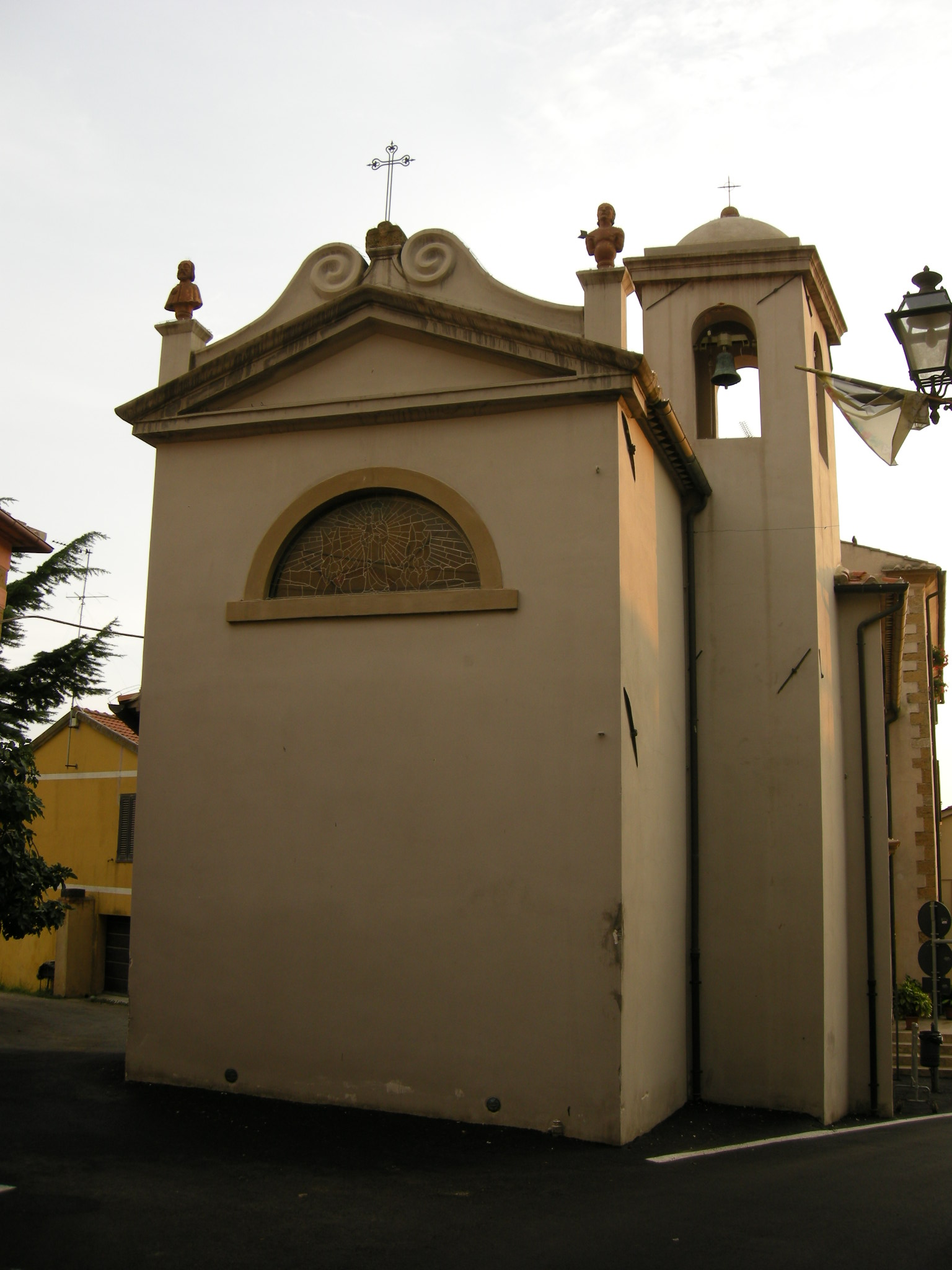
L'abisde
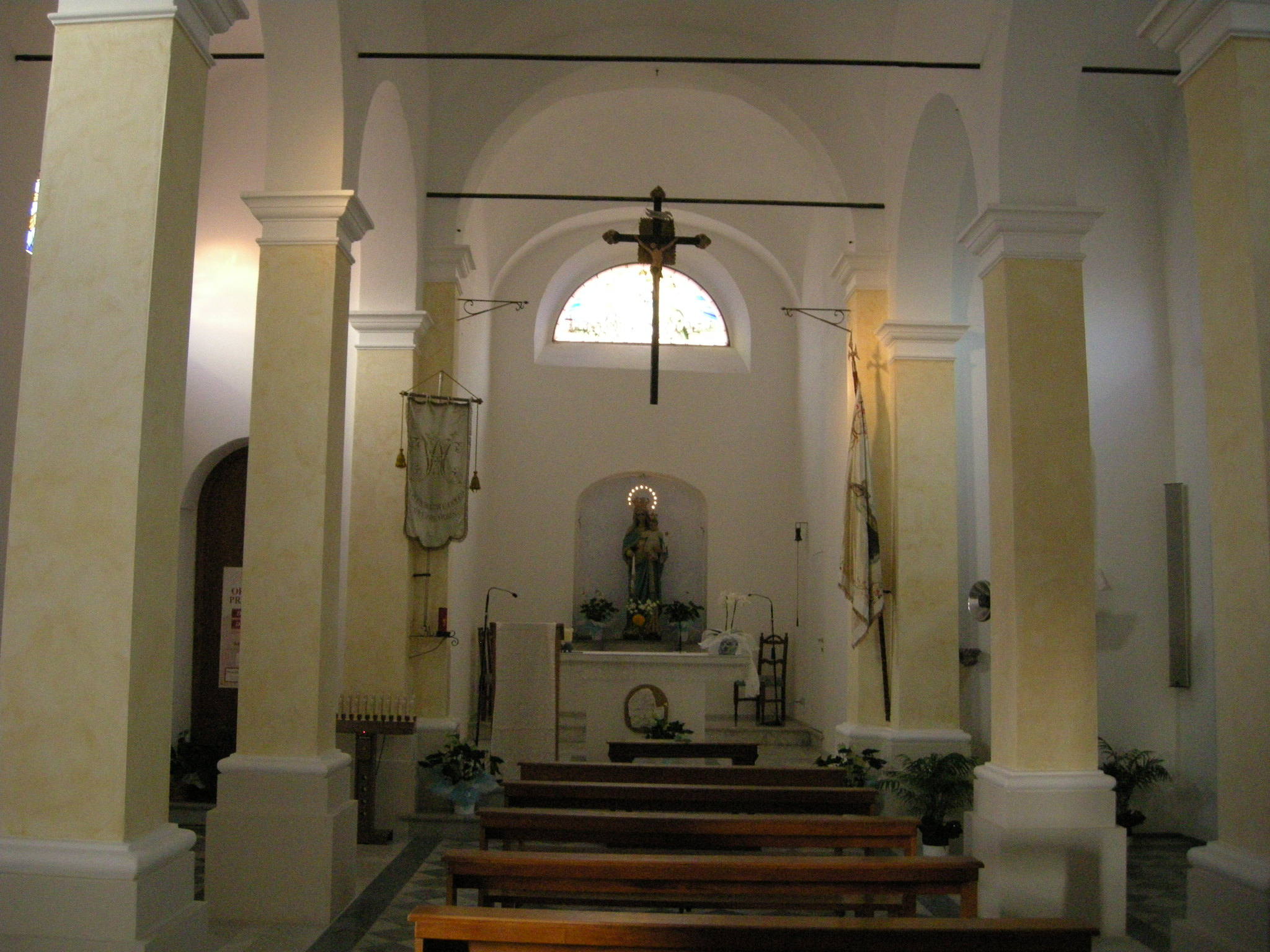
Interno